# Paul Codrea
Paul Codrea (* 4. April 1981 in Timișoara) ist ein ehemaliger rumänischer Fußballspieler. Der Mittelfeldspieler bestritt insgesamt 180 Spiele in der rumänischen Liga 1 und der italienischen Serie A. Als Nationalspieler nahm er an der Fußball-Europameisterschaft 2008 teil.

## Karriere

### Verein
Codrea begann mit dem Fußballspielen in seinem Heimatort beim Verein Banatul. Durch gute Leistungen spielte er sich auf die Notizzettel von Talentspäher und wenig später zog es ihn in die Jugendabteilung von Dinamo Bukarest. Ab der Saison 1996/97 stand er im Profikader des rumänischen Spitzenklubs. Allerdings absolvierte er nur zwei Spiele und die Dinamo-Verantwortlichen entschieden sich, ihn für Folgesaison zum Zweitligisten FCU Politehnica Timișoara auszuleihen. Zwei Spielzeiten später erfolgte der Wechsel zurück in die Diviza A zu FC Argeș Pitești. Dort stand der Rumäne ebenfalls für zwei Jahre unter Vertrag. Weder bei Timișoara, noch bei Pitești war Codrea gesetzt und war meist Ergänzungsspieler, konnte aber ab und an sein Talent aufblitzen lassen. Erst als er im Sommer 2001 den Schritt ins Ausland wagte, erhielt er mehr Spielpraxis. Sein erster Verein in Italien war Genua 1893 in die Serie B. Bereits in der ersten Saison wurde er Stammspieler. Schnell wurden andere italienische Vereine auf ihn aufmerksam, so dass er bereits im Winter 2003 zu US Palermo wechselte. Im ersten Jahr verpasste der Klub knapp den Aufstieg in die Serie A. Doch ein Jahr später glückte dieser im zweiten Anlauf. Bei den Rosaneri hatte es Paul Codrea nicht leicht und konnte sich nicht richtig durchsetzen. Er stand dort für drei Jahre unter Vertrag, wurde allerdings zwei Mal ausgeliehen. Bei Perugia Calcio und Torino Calcio kam er zwar auf Spielzeit, konnte sich nach der Rückkehr zu Palermo nur selten für die erste Elf anbieten. Seit Sommer 2006 stand Codrea beim AC Siena unter Vertrag. Nach 22 Spielen und zwei Treffern in der ersten Saison, entwickelte er sich zum Leistungsträger. Im Sommer 2012 kehrte nach Rumänien zurück und schloss sich Rapid Bukarest an. In der Winterpause kehrte er in seine Heimatstadt zurück und schloss sich dem Viertligisten ASU Poli Timișoara an. Nach Saisonende beendete er seine aktive Laufbahn.

### Nationalmannschaft
2000 feierte Paul Cordea sein Debüt im Dress der rumänischen Nationalmannschaft. Seitdem gehört er unregelmäßig zum Aufgebot der Auswahl seines Landes.
Für die Fußball-Europameisterschaft 2008 in der Schweiz und Österreich wurde er von Trainer Victor Pițurcă ins Aufgebot Rumäniens berufen. Er absolvierte alle drei Vorrundenspiele. Allerdings schied das rumänische Team bereits nach der Vorrunde aus. Bereits am 25. März 2008, noch vor dem Turnier, wurde Cordea für seine Leistungen in der EM-Qualifikation, sowie für das Erreichen der Endrunde vom rumänischen Präsidenten Traian Băsescu mit der „Meritul Sportiv“, einer Auszeichnung für Sportler, geehrt.

## Erfolge
- Italienische Serie-B-Meisterschaft: 2003/04
- Teilnahme an der Europameisterschaft: 2008